# Peperomia lancilimba
Peperomia lancilimba är en pepparväxtart som beskrevs av C. Dc.. Peperomia lancilimba ingår i släktet peperomior, och familjen pepparväxter. Inga underarter finns listade i Catalogue of Life.